# 波利西克 (別廖茲諾區)
50°50′53″N 26°48′58″E / 50.84806°N 26.81611°E
波利西克（烏克蘭語：Поліське），是烏克蘭西北部的村莊，隸屬里夫內州的里夫內區。該村始建於1629年，面積3.25平方公里，海拔高度190米，2001年人口1,656。